# 미국 변호사 협회

미국 변호사 협회(American Bar Association, ABA)는 1878년 8월 21일 뉴욕 시 변호사 협회를 본따서 설립된 전국적인 법조인 단체이다. 모든 변호사들이 이 협회에 가입해야 할 법적 의무는 없으나, 약 반 이상의 개업 변호사가 가입되어 있다. 협회는 법률의 개정과 통일, 재판 절차의 개선, 법학 교육 향상, 법조인의 자질 향상, 회원에 대한 지속적인 교육 실시 등을 목적으로 하고 있다. 이 밖에도 각 주마다 주의 변호사 협회가 있다. 미국 로스쿨의 대부분은 미국 변호사 협회에서 인증받고 있으며, 변호사 협회 비인가 대학원의 경우 졸업생의 사법시험 응시기회가 제한되어 있다. 대부분의 주에서는 미국 변호사 협회가 고안한 공식법조윤리강령을 채택하고 있으며 이를 위반한 변호사에게는 징계 처분을 내리고 있다.

## 같이 보기
- 대한변호사협회
- 미국 법률 협회
- 미국 사법 협회